# Just Testing
Just Testing è il decimo album in studio del gruppo rock inglese Wishbone Ash, pubblicato nel 1980.

## Tracce
Side 1
1. Living Proof – 5:40
2. Haunting Me – 4:36
3. Insomnia – 5:09
4. Helpless – 4:05

Side 2
1. Pay the Price – 3:33
2. New Rising Star – 4:01
3. Master of Disguise – 4:26
4. Lifeline – 6:30

## Formazione
- Andy Powell - chitarre, cori
- Laurie Wisefield - chitarre, cori
- Martin Turner - basso, voce, chitarra
- Steve Upton - batteria, percussioni